# Hámori Tibor
Hámori Tibor (Budapest, 1931. április 22. – 2013. március 12.) magyar író, újságíró, riporter, asztaliteniszező.

## Életpályája
1954-ben asztaliteniszben főiskolai világbajnok lett. 1955–1969 között a Népsport külső munkatársa, 1969-1971 között, illetve 1972–1989 között munkatársa-szerkesztője volt. 1971-ben a Képes Újság kulturális rovatvezetője volt. 1989-ben a Foci főszerkesztő-helyettese, majd főszerkesztője lett.
1990–1991 között a Riport bulvárlap főszerkesztője volt. 1991-től öt évig a Pesti Riport főszerkesztője. 1992-ben a Heti Pesti Riport főszerkesztője lett. 1996-ban nyugdíjba vonult. 1997–1998 között ismét a Riport főszerkesztője lett. 1998-2000 között a Képes Riport elnök-vezérigazgatója volt.

## Művei
- A kaucsuklabda varázsa; Sidó Ferenc feljegyzései alapján írta Hámori Tibor; Sport, Bp., 1964 (Színes sportkönyvtár)
- Az "Angyal" és a többiek. Vallomások a sportról; Sportpropaganda Vállalat, Bp., 1967
- A Schirilla-sztori (1968)
- Pelé (1970)
- Randevú világhírű emberekkel (1971)
- Kimonóban. Hámori Tibor riportkönyve Japánról; Sport, Bp., 1971
- Világbajnokok (1974)
- Száguldás a Földön (1978)
- Az álomcsapat; Sportpropaganda Vállalat, Bp., 1979
- Riporterláz. Ausztria, Új-Zéland, Sing-Sing, Vatikán; Sportpropaganda Vállalat, Bp., 1981
- A Deckarm sztori. 131 nap kómában!; Sportpropaganda Vállalat, Bp., 1981
- Piszkos Fred és a többiek... Történetek Rejtő Jenő életéből; Ifjúsági Lapkiadó Vállalat Könyvszerkesztőség, Bp., 1981
- Puskás – Legenda és valóság (1982)
- Riporter a Cosmosban (1983)
- Az elrabolt gólkirály – A Quini-krimi (1983)
- Profivilág – kisregény (1983)
- Buci (1984)
- Régi gólok, edzősorsok / Orth György nyomában / Guttmann Béla emlékei; Lapkiadó Vállalat, Bp., 1984 ISBN 963 02 3506 4
- Három történet: A Deckarm sztori / Puskás / Az elrabolt gólkirály (1984)
- Shergar – Az évszázad lórablása (1985)
- Jó estét, magyarok!; Sportpropaganda Vállalat, Bp., 1986
- A bunda ára (1988)
- A Sing-Singből jelentem... – magyar újságíró a híres börtönben (1989)
- Sport '89 (1989)
- Golyóálló mellényben (1995)
- Statisztika – A világ legeredményesebb sportcsapatának krónikája (1999)
- Rejtő Jenő rejtélyes élete; 3. bőv. kiad.; magánkiadás, Bp., 1999
- Puskás Öcsi (2001)
- Riporterláz. Sztárok árnyékában; H-DR. H. BT, Bp., 2002
- A Claire Kenneth sztori / Karády Katalin utolsó évei; H-DR. H. Bt., Bp., 2004